# مركز بونتشارترين
مركز بونتشارترين (بالإنجليزية: Pontchartrain Center)‏ هي ساحة متعددة الأغراض تتسع لـ4،600 مقعد في كينير، لويزيانا، الولايات المتحدة. تم افتتاح المرفق في عام 1991. يستضيف الحفلات الموسيقية والأحداث الرياضية المحلية.